# ملعب عمر بونغو
ملعب عمر بونغو هو ملعب متعدد الاستخدام يقع في ليبرفيل عاصمة الغابون . غالبا ما يتم استخدامه لمباريات كرة القدم . يسع الملعب لجلوس 40 ألف متفرج . يعتبر الملعب الرسمي الذي يخوض فيه منتخب الغابون مبارياته الدولية .